# 蘭德里克
蘭德里克（Landéric，—613年），7世紀初法蘭克王國的貴族，曾任紐斯特里亞宮相（60年—613年），活躍於國王克洛泰爾二世統治期間。蘭德里克以參與對抗勃艮第王國的戰爭而聞名，最終在埃唐普戰役中被撃敗。

## 生平
蘭德里克可能是他的繼任者貢多蘭的兄弟，因兩人均被稱為聖阿爾德貢德的「舅舅」（avunculus） 。不過一詞在中世紀文獻中常泛稱「叔伯輩親屬」，而非嚴格限於母系舅舅，故兩人的具體親緣關係仍有爭議。
弗雷德加的編年史中也有提及：

在提烏德里克統治第九年，他與一名妾室生下希爾德貝爾特。普羅塔迪烏斯出身羅馬，在宮中人人敬重，而與他同床共枕的布倫希爾德也想給他加官，於是在旺達爾瑪公爵去世後，他被任命為汝拉山與薩蘭地區總督。為了消滅伯托爾德，伯托爾德被派往塞納河沿岸直至大西洋沿岸的城鎮，爭奪稅收權。
伯托爾德只帶著三百名士兵前往提烏德里克派他去的地區；到達阿萊勒後，他專心於在那裡狩獵；克洛泰爾得知此事後，派遣他的兒子墨洛維與宮相蘭德里克率領軍隊去刺殺伯托爾德。這支軍隊違反條約條款，擅自入侵塞納河和盧瓦爾河之間屬於提烏德里克的大部分城鎮。
伯托爾德收到消息後無力抵抗，便逃往奧爾良，在那裡受到了神聖的主教奧斯特林的接待；蘭德里克率軍包圍奧爾良，並要求伯托爾德出戰。伯托爾德在城牆上回答他：「如果你願意等我，當軍隊保持不動時，我們將進行單打獨鬥，上帝會審判我們。」但蘭德里克卻不同意。伯托爾德補充說：「既然你不敢認同這一點，很快我們的主人就會因你所做的一切而大打出手。」那麼，讓我們穿上猩紅色的衣服吧；讓我們先行到達戰鬥地點，在那裡，我的勇敢和你的勇敢都會被看到；讓我們在上帝面前發誓，我們將遵守這個諾言。
此事發生於聖馬丁節當天，提烏德里克得知克洛泰爾違反條約入侵其王國部分地區後，於聖誕節當天率領軍隊渡過盧埃特河前往埃唐普，國王克洛泰爾之子墨洛維帶著蘭德里克及大軍前來迎戰。由於盧埃特河渡口非常狹窄，戰鬥開始時，提烏德里克的軍隊只有不到三分之一渡過盧埃特河。伯托爾德按照他們的約定召喚蘭德里克前去會戰。但蘭德里克並不敢像他承諾的那樣，去面對這種戰鬥的危險。伯托爾德前進太遠，與他的士兵一起被克洛泰爾的軍隊殺死；他知道普羅塔迪烏斯想要貶低他的尊嚴，所以他不想逃跑。克洛泰爾之子墨洛維被俘；蘭德里克被擊潰，克洛泰爾的大量士兵被殺得七零八落。提烏德里克勝利進入巴黎，提烏德里克在貢比涅與克洛泰爾締結和約；兩支軍隊沒有再發生屠殺就回國了。
——《弗萊德加編年史》
蘭德里克於613年左右去世，貢多蘭繼任宮相。